# Microparasellus puteanus
Microparasellus puteanus is een pissebed uit de familie Microparasellidae. De wetenschappelijke naam van de soort is voor het eerst geldig gepubliceerd in 1933 door Karaman.